# Storslitingarna
Storslitingarna är varandra näraliggande sjöar i Åre kommun i Jämtland och ingår i Indalsälvens huvudavrinningsområde
- Storslitingarna (Hallens socken, Jämtland, 700127-138203), sjö i Åre kommun, 63°06′00″N 13°27′51″Ö / 63.0999°N 13.4642°Ö (53,8 ha)
- Storslitingarna (Hallens socken, Jämtland, 700208-138179), sjö i Åre kommun, 63°06′33″N 13°27′47″Ö / 63.1092°N 13.4631°Ö (52,9 ha)
- Storslitingarna (Hallens socken, Jämtland, 700298-138123), sjö i Åre kommun, 63°07′07″N 13°26′51″Ö / 63.1186°N 13.4475°Ö (38,1 ha)